# Оберкульм
Оберкульм (нім. Oberkulm) — громада  в Швейцарії в кантоні Ааргау, округ Кульм.

## Географія
Громада розташована на відстані близько 65 км на північний схід від Берна, 12 км на південний схід від Аарау.
Оберкульм має площу 9,4 км², з яких на 11,8% дозволяється будівництво (житлове та будівництво доріг), 51,9% використовуються в сільськогосподарських цілях, 36,2% зайнято лісами, 0,2% не є продуктивними (річки, льодовики або гори).

## Демографія
2019 року в громаді мешкало 2725 осіб (+11,9% порівняно з 2010 роком), іноземців було 23,3%. Густота населення становила 290 осіб/км².
За віковим діапазоном населення розподілялося таким чином: 21,2% — особи молодші 20 років, 59,2% — особи у віці 20—64 років, 19,7% — особи у віці 65 років та старші. Було 1115 помешкань (у середньому 2,4 особи в помешканні).
Із загальної кількості 952 працюючих 68 було зайнятих в первинному секторі, 528 — в обробній промисловості, 356 — в галузі послуг.